# Мелреш
Мелреш (порт. Melres)  —  населённый пункт и район в Португалии,  входит в округ Порту. Является составной частью муниципалитета  Гондомар. Находится в составе крупной городской агломерации Большой Порту. По старому административному делению входил в провинцию Дору-Литорал. Входит в экономико-статистический  субрегион Большой Порту, который входит в Северный регион. Население составляет 3945 человек на 2001 год. Занимает площадь 15,40 км².
Покровителем района считается Дева Мария (порт. Santa Maria). 